# مایارا بوردین
مایارا بوردین (انگلیسی: Mayara Bordin؛ زادهٔ ۴ سپتامبر ۱۹۸۷) بازیکن فوتبال اهل برزیل است.
از باشگاه‌هایی که در آن بازی کرده‌است می‌توان به باشگاه فوتبال زنان تیرسو اشاره کرد.
وی همچنین در تیم ملی فوتبال زنان برزیل بازی کرده‌است.